# Oberpurkla
Oberpurkla ist eine Ortschaft im Südosten des österreichischen Bundeslandes Steiermark in der Gemeinde Halbenrain. 
Oberpurkla wurde im 18. Jahrhundert gegründet. Der Ort liegt auf einer Höhe von circa 200 m ü. A. und zählt 317 Einwohnern (Stand 1. Jänner 2024). 
Die Freiwillige Feuerwehr Oberpurkla wurde 1907 gegründet.

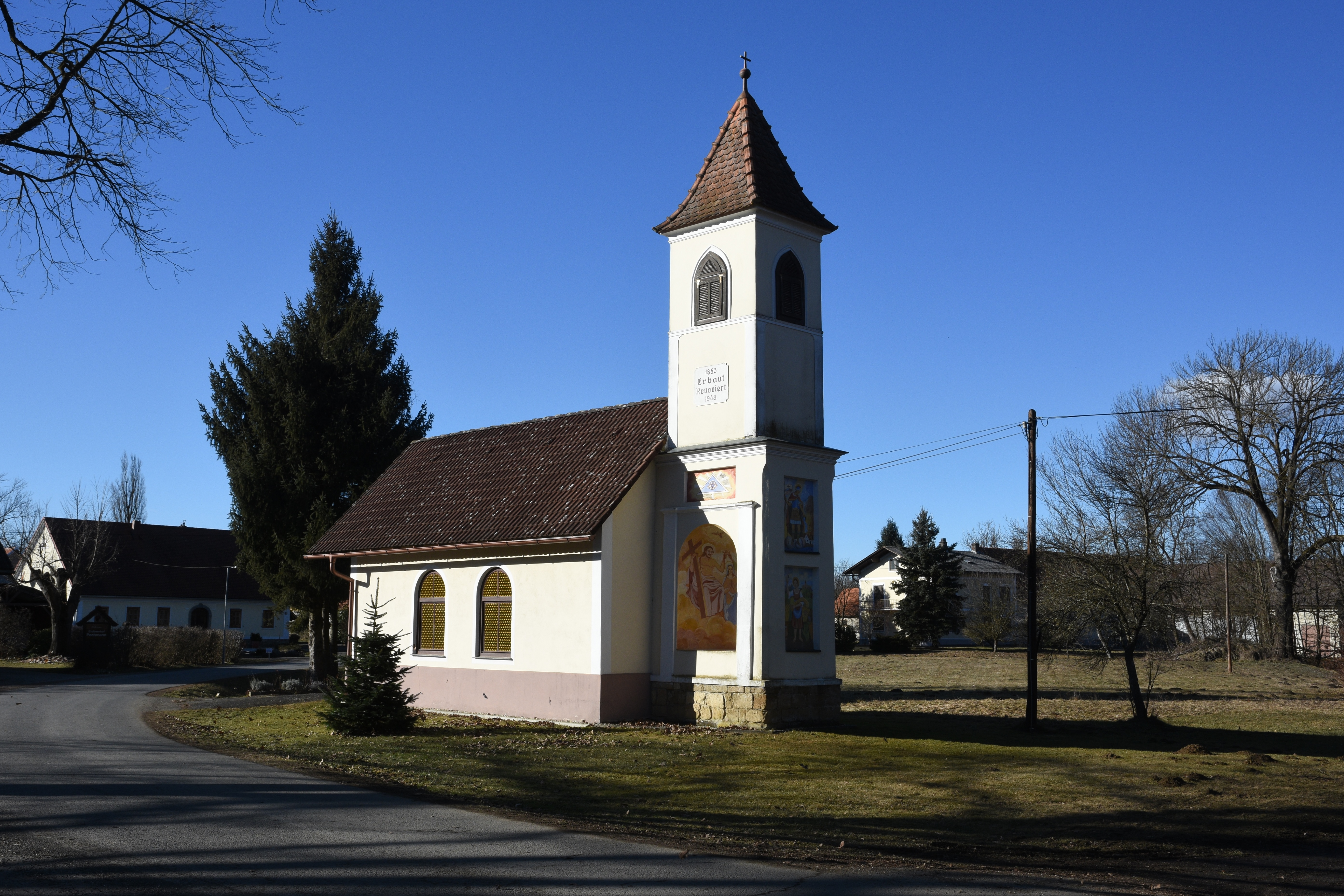
Kapelle Oberpurkla